# Selice
Selice est un village de Slovaquie situé dans la région de Nitra.

## Histoire
Première mention écrite du village en 1078.

## Démographie

### Évolution de la population
| Année:               | 1994. | 2004.   | 2014.   | 2024.   |
| -------------------- | ----- | ------- | ------- | ------- |
| Nombre de personnes: | 2812  | 2914    | 2823    | 2846    |
| Différence:          |       | +3,62 % | -3,12 % | +0,81 % |

| Année:               | 2023. | 2024.   |
| -------------------- | ----- | ------- |
| Nombre de personnes: | 2853  | 2846    |
| Différence:          |       | -0,24 % |